# Sverker Oredsson

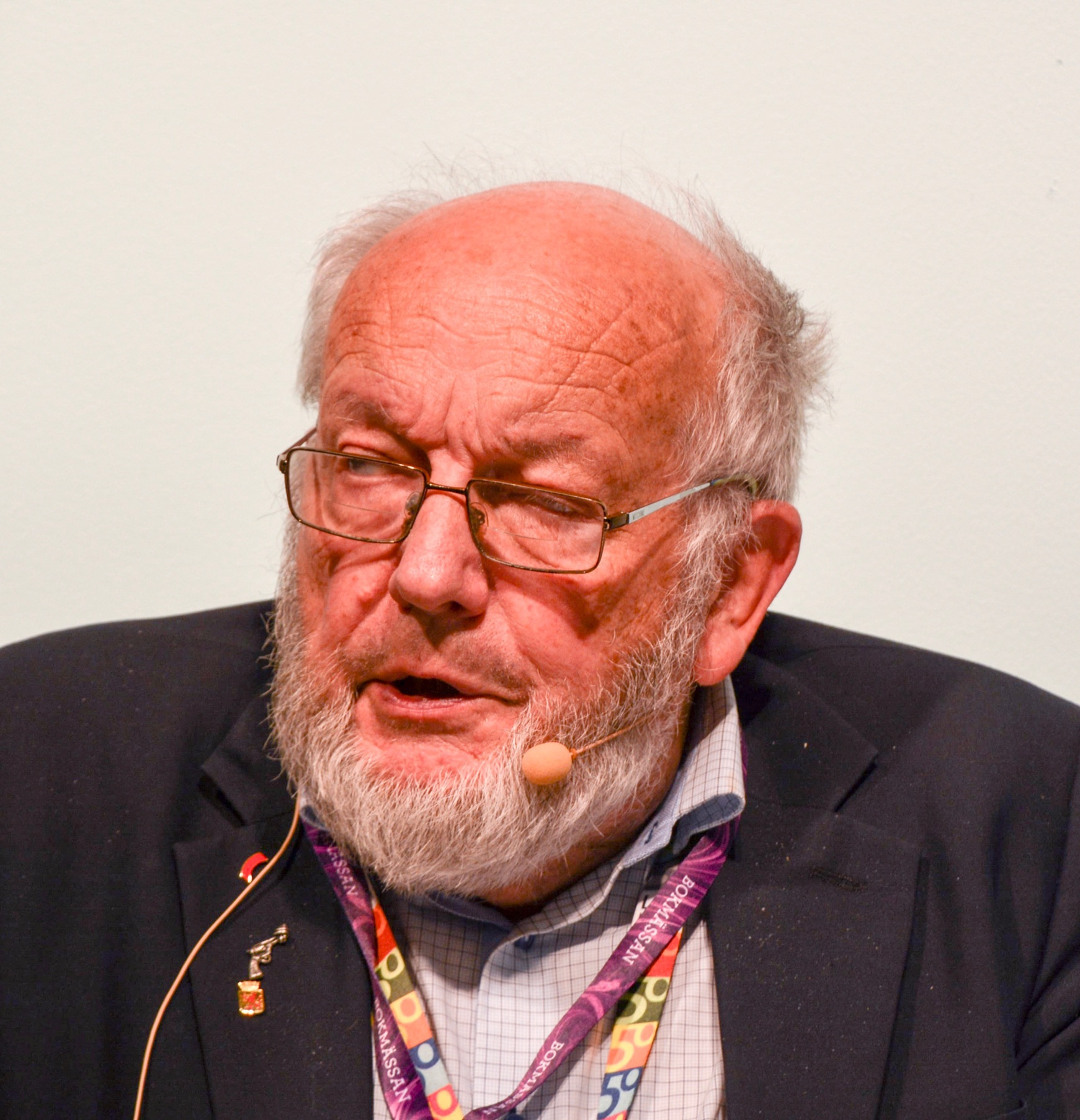
Sverker Oredsson

Sverker Oredsson (* 16. November 1937; † 26. April 2018 in Lund) war ein schwedischer Historiker und Kommunalpolitiker. Er war zuletzt Professor Emeritus an der Universität Lund.
Oredsson ging in Jönköping zur Schule, wo er das Abitur ablegte. Im Anschluss studierte er an der Universität Lund und disputierte 1969 mit der Arbeit Järnvägarna och det allmänna: svensk järnvägspolitik fram till 1890.
Zwischen 1974 und 1982 war er für die Folkpartiet Mitglied des Gemeinderats der Gemeinde Lund sowie dessen Vorsitzender von 1977 bis 1982. Von 1982 bis 1989 war Oredsson Chef der Verwaltung (Universitetsdirektör) der Universität Lund. 1990 wurde er Lektor am Historischen Institut, wo er im November 2000 zum Professor ernannt wurde.
Zwischen 1992 und 2002 war Oredsson Redakteur der geschichtswissenschaftlichen Zeitschrift „Scandia“. Seit seiner Emeritierung betätigte er sich als Autor für schwedische Zeitungen wie Kvällsposten und Expressen.